# Acrocercops desmochares
Acrocercops desmochares är en fjärilsart som beskrevs av Edward Meyrick 1921. Acrocercops desmochares ingår i släktet Acrocercops och familjen styltmalar. Inga underarter finns listade i Catalogue of Life.